# David Heyman
David Jonathan Heyman (Londres, 26 de julho de 1961) é um produtor de cinema britânico e fundador do estúdio Heyday Films. Heyman iniciou sua carreira cinematográfica como assistente de produção, antes de produzir seu primeiro filme Juice (1992). Em uma longa temporada de sucesso na América, Heyman volta a Londres e funda sua Companhia de Produção, a Heyday Films, em 1997. Produziu vários filmes, entre os mais conhecidos estão todos os filmes da saga Harry Potter (2001-2011) e o original Gravity (2013), repetindo a parceria com Alfonso Cuarón, diretor do terceiro filme da saga do menino bruxo.
Em 2013, Heyman foi anunciado como um dos produtores dos filmes spin-off da saga Harry Potter, baseados no livro Fantastic Beasts and Where to Find Them.

## Filmografia
- 2022 - Animais Fantásticos: Os Segredos de Dumbledore (produtor)
- 2019 - Era uma vez em... Hollywood (produtor)
- 2018 - Animais Fantásticos: Os Crimes de Grindelwald (produtor)
- 2016 - Animais Fantásticos e Onde Habitam (produtor)
- 2014 - Paddington (produtor)
- 2013 - Gravidade (produtor)
- 2011 - Harry Potter e as Relíquias da Morte - Parte 2 (produtor)
- 2010 - Harry Potter e as Relíquias da Morte - Parte 1 (produtor)
- 2009 - Harry Potter e o Enigma do Príncipe (produtor)
- 2008 - Sim, Senhor! (produtor)
- 2008 - O Menino do Pijama Listrado (produtor)
- 2007 - Harry Potter e a Ordem da Fênix (produtor)
- 2005 - Harry Potter e o Cálice de Fogo (produtor)
- 2004 - Harry Potter e o Prisioneiro de Azkaban (produtor)
- 2004 - Roubando Vidas (produtor)
- 2002 - Harry Potter e a Câmara Secreta (produtor)
- 2001 - Harry Potter e a Pedra Filosofal (produtor)
- 1999 - Mortos de Fome (produtor)
- 1996 - Um Dia em Nova York (produtor executivo)
- 1994 - Dois Loucos na Noite (diretor e ator)
- 1994 - Blind Justice (produtor)
- 1992 - Juice (produtor)